# 馬爾基夫齊 (列季奇夫區)
49°25′13″N 27°30′52″E / 49.42028°N 27.51444°E
馬爾基夫齊（烏克蘭語：Марківці）是位於烏克蘭西部的村莊，由赫梅利尼茨基州裡赫梅利尼茨基區的萊蒂奇夫市鎮負責管轄。該村始建於1530年，面積1.31平方公里，海拔高度278米，2001年人口212，人口密度每平方公里161.8人。